# Интернационални универзитет Травник
Интернационални универзитет Травник (скраћено ИУТ) је приватни универзитет у Травнику. Основан је 5. марта 2010. године када су интегрисани постојећи факултети, а покренуо га је Ибрахим Јусуфранић.

## Историја
Почеци Интернационалног универзитета Травник датирају из 2006. године оснивањем Факултета за привредну и техничку логистику. Непосредно након тога, добија се рјешење за отварање и почетак рада Економског факултета. Министарство образовања СБК доноси рјешење о отварању Саобраћајног факултета. Са академском 2010/11. са радом почиње и Еколошки факултет којим се студијски програм проширује на наставно-научне области биотехничких наука. Тако су стечени услови за интеграцију Интернационалног универзитета Травник, што је озваничено рјешењем Владе СБК бр. 03-38-2/10-6 од 5. марта 2010. године.
Процес интеграције завршен је у мају 2010. Са академском 2011/12. са радом почињу још двије организационе јединице и то Правни факултет и Факултет за медије и комуникацију, што је озваничено рјешењем Владе СБК бр. 03-38-27/10-7 од 1. октобра 2010. године. Од академске 2013/14. године ИУТ добија још двије организационе јединице, Факултет политехничких наукаи Факултет информационих технологија, која је озваничена рјешењем Владе СБК бр. 03-38-25/12 од 31. маја 2012. године.

## Организација
Интернационални универзитет Травник чини седам факултета:
- Еколошки факултет
- Факултет за медије и комуникације
- Правни факултет
- Факултет информационих технологија
- Економски факултет
- Саобраћајни факултет
- Факултет политехничких наука